# Enrico II di Gorizia
Enrico II di Gorizia (1266 – 24 aprile 1323), figlio di Alberto I e di Eufemia figlia del duca Corrado I di Slesia-Glogau, divenne conte di Gorizia sostituendo il padre nel 1304.

## Biografia
Nel 1297 sposò Beatrice da Camino figlia di Gherardo III da Camino. Schierato con i ghibellini, godette della fiducia di Federico I d'Asburgo, duca d'Austria e pretendente al trono imperiale. Oltre a dominare la politica friulana del Trecento, il conte pensò di allargare i suoi possedimenti in Italia. Voleva diventare indiscusso padrone del Friuli e di buona parte del Veneto. Si alleò con il veronese Cangrande della Scala contro Treviso, tuttavia ruppe l'alleanza con Cangrande quando venne nominato vicario imperiale di Treviso e Conegliano nel 1319.
Nel novembre dello stesso anno, Padova, da lungo tempo attaccata dagli Scaligeri, pur di non sottomettersi preferì affidare la signoria cittadina a Enrico II, facendo atto di sottomissione a Federico I. Quest'ultimo gli affiancò alla guida di Padova Ulderico di Valse, che ricevette i poteri dal signore Giacomo I da Carrara. Si schierò quindi contro gli ex alleati veronesi, contribuendo alla sconfitta dell'esercito scaligero che stava assediando Padova.
Enrico II e Ulderico furono sostituiti a Padova nel settembre del 1321 da Enrico di Carinzia e Tirolo, nuovo inviato di Federico I con il titolo di vicario imperiale. Giacomo I da Carrara mantenne il controllo della città e i due inviati dell'Asburgo lo sostituirono solo nominalmente per proteggere Padova dalle aggressioni degli Scaligeri.

## Discendenza
Enrico II di Gorizia e Beatrice da Camino ebbero un figlio:
- Mainardo.

Con Beatrice di Baviera ebbe un altro figlio:
- Giovanni Enrico (1322-1338).